# Rio Dã
Dã é o maior afluente do Jordão. A sua fonte está na base do Monte Hermon. Tem o seu nome devido à cidade canaanita de Laixe, capturada pela tribo de Dã durante a época dos Juízes. Até à Guerra dos Seis Dias de 1967, era a única fonte do Jordão totalmente dentro de território de Israel. Seu caudal fornece 238 milhões de metros cúbicos de água por ano ao vale de Hula.